# Готфрид Федер
Готфрид Федер (на немски: Gottfried Feder) е германски инженер и един от първите последователи на Адолф Хитлер и нацистката партия. Той е икономическият им теоретик. Една от неговите лекции, изнесени през 1919 г., привлича Хитлер в партията.

## Биография
Федер е роден във Вюрцбург на 27 януари 1883 г. в семейството на държавния служител Ханс Фед и Матилде Фед. След като учи в класическите гимназии в Ансбах и Мюнхен, той следва инженерство в Берлин и Цюрих (Швейцария). След това основава строителна фирма през 1908 г., която става особено активна в България, където построява редица официални сгради.
От 1917 г. Федер учи самостоятелно финансова политика и икономика. Той развива враждебност към богатите банкери по време на Първата световна война и през 1919 г. написва „Манифест за разкъсване на оковите на интересите“ (Brechung der Zinsknechtschaft). Скоро след това се създава „работна група“, посветена на тези цели, която изисква национализация на всички банки и премахване на личния интерес.
През същата година Федeр, заедно с Антон Дрекслер, Дитрих Екарт и Карл Харер участва в основаването на Германската работническа партия (ДАП). Адолф Хитлер се запознава с него през лятото на 1919 г., докато е в антиболшевишки курс в университета в Мюнхен, финансиран от армията и организиран от майор Карл Майр - и той става негов наставник по финанси и икономика. Той помага да вдъхнови опозицията на Хитлер към „еврейския финансов капитализъм“. По време на политическите курсове покрай Федералния резерв Карл Александър фон Мюлер (син на министъра на културата на Бавария) описва ораторската способност на Хитлер.

### 1920-те години
През февруари 1920 г., заедно с Адолф Хитлер и Антон Дрекслер, Федер изготвя така наречените „25 точки“, които обобщават вижданията на партията и въвеждат свои собствени антикапиталистически възгледи в програмата. Когато е обявена на 24 февруари 1920 г., над 2000 души присъстват на митинг. В опит да направи партията по-широко привлекателна за по-големи сегменти от населението, ДАП е преименувана през февруари 1920 г. на Nationalsozialistische Deutsche Arbeiterpartei (НСДАП), по-известна като нацистката партия.
Федер участва в партийния Бирен пуч през ноември 1923 г. След арестуването на Хитлер, той остава един от лидерите на партията и е избран в Райхстага през 1924 г., където остава до 1936 г. и изисква замразяване на лихвените проценти и ликвидиране на еврейските граждански права. Той остава един от лидерите на антикапиталистическото крило на НСДАП и публикува няколко статии, сред които „Национални и социални бази на германската държава“ (1920), „Програма на НСДАП и грантове за хуманитарна помощ“.
Федер за кратко доминира официалните възгледи на нацистката партия за финансовата политика, но след като той става председател на икономическия съвет на партията през 1931 г., неговите антикапиталистически възгледи водят до голям спад във финансовата подкрепа на големите индустриалци в Германия. След натиска на Валтер Функ, Алберт Фьоглер, Густав Круп фон Болен унд Халбах, Фридрих Флик, Фриц Тисен, Ялмар Шахт и Емил Кирдорф, Хитлер решава да дръпне партията далеч от икономическите възгледи на Федер. Когато Хитлер става Райхсканцлер през 1933 г., той назначава Федер като подсекретар в Министерството на икономиката. Това разочарова Федер, който се надява на много по-висока позиция.

### Нацистка Германия
Федер продължава да пише статии, като Kampf gegen die Hochfinanz (1933) и антисемитската Die Juden („Евреите“, 1933). През 1934 г. става райхскомисар.
През 1939 г. написва Die Neue Stadt („Новия град“). Тук той предлага създаването на селскостопански градове с 20 000 души, разделени на девет автономни звена и заобиколени от селскостопански райони. Всеки град трябва да бъде напълно автономен и самодостатъчен; подробни планове за ежедневието и градските удобства се вземат под внимание. За разлика от други теоретици, той вярва, че градските райони могат да бъдат реформирани чрез подразделяне на съществуващата застроена среда в самостоятелни квартали. Тази идея за създаване на клъстери от автономни квартали, формиращи средно голям град, се популяризира от Узго Нишаяма в Япония. По-късно ще се приложи в епохата на японския строеж на Нов град.
След Нощта на дългите ножове през юни 1934 г., когато ръководителите на СА като Ернст Рьом и напусналите партийни представители като Грегор Щрасер са убити, Федер губи благосклонност към Хитлер и започва да се отдръпва от правителството, като става професор в Техническото висше училище на Берлин през декември 1936 г., където остава до смъртта си на 24 септември 1941 г.

## Публикации
- „Das Manifest zur Brechung der Zinsknechtschaft des Geldes“ в Kritische Rundschau (1919) („Манифест за разбиване на лихвеното робство на парите“).
  - разширено ново издание в An Alle, Alle!, Number 1 (1919).
- „Der Staatsbankrott die Rettung“ в An Alle, Alle! Number 2 (1919) („Спасяването на държавата от несъстоятелност“).
- Das Programm der N.S.D.A.P. und seine weltanschaulichen Grundgedanken (Програмата на NSDAP и нейните идеологически принципи).
- Der Deutsche Staat auf nationaler und sozialer Grundlage (1923) (Германската държава на национална и социална основа).
- Was will Adolf Hitler? (1931) (Какво иска Адолф Хитлер?).
- Kampf gegen die Hochfinanz (1933) (Борбата с финансовия капитал).
- Die organische Volkswirtschaft (1934) (Органичната икономика).
- Der ständische Gedanke im Nationalsozialismus (Понятието за класа в националсоциализма).
- Grundriß einer nationalsozialistischen Volkswirtschaftstheorie (Основи на нацианалсоциалистическата икономическа теория).
- в съавторство с Ferdinand Werner, Ernst Graf zu Reventlow и други: Das neue Deutschland und die Judenfrage. Diskussionsbeitrag (Нова Германия и Еврейския въпрос. Доклад от дискусиията). Rüdiger (C. E. Krug), Leipzig 1933 (оригинално заглавие: Der Jud ist schuld (Евреинът е виновен)).
- Die Juden (Евреите). Централно издателство на NSDAP, Frz. Rather Nachf., Munich, 1933.
- Die neue Stadt. Versuch der Begründung einer neuen Stadtplanungskunst aus der sozialen Struktur der Bevölkerung (Новият град. Опит за поставяне на основите на ново изкуство за градско планиране върху социалната структура на населението). Julius Springer, Berlin, 1939.